# La nuit, elles dansent
Pour plus de détails, voir Fiche technique et Distribution.
La nuit, elles dansent est un documentaire québécois de Isabelle Lavigne et Stéphane Thibault sorti en 2011. Il a été récompensé, lors du festival Hot Docs de Toronto de 2011, du prix spécial du jury dans la catégorie long-métrage canadien. Le documentaire a été sélectionné au festival de Cannes de l'année 2011 dans le cadre de la Quinzaine des réalisateurs, faisant de celui-ci le seul long métrage québécois ou canadien présent pour cette édition.
Le documentaire, tourné au Caire, explore l'univers d'une famille de danseuses orientales égyptiennes, dont le métier se transmet de mère en fille.

## Fiche technique
- Titre original : La nuit, elles dansent
- Titre anglais ou international : At Night They Dance
- Réalisation et scénario : Isabelle Lavigne et Stéphane Thibault
- Images : Stéphane Thibault
- Son : Isabelle Lavigne
- Montage image : René Roberge
- Conception sonore : Claude Beaugrand
- Société de production : Lucie Lambert pour Les Films du Tricycle
- Distribution : Les Films du 3 mars
- Pays d'origine :  Canada ( Québec)
- Langue originale : arabe
- Genre : documentaire
- Durée : 88 minutes

## Distinctions

### Récompenses
- Rencontres internationales du documentaire de Montréal, 2010 : Prix Caméra-Stylo[2]
- Hot Docs, 2011 : Prix spécial du jury / Long-métrage documentaire canadien[3]
- Prix Génies, 2012 : Prix Ted Rogers pour le meilleur long-métrage documentaire[3]

### Sélections
- Quinzaine des réalisateurs, 2011[4]
- Rendez-vous du cinéma québécois, 2012[5]